# Errouville
Errouville (Luxemburg: Arweller) is een gemeente in het Franse departement Meurthe-et-Moselle (regio Grand Est) en telt 725 inwoners (1999).
De gemeente maakt deel uit van het arrondissement Briey en sinds begin 2015 van het kanton Villerupt. Daarvoor hoorde het bij het kanton Audun-le-Roman in hetzelfde arrondissement.

## Geografie
De oppervlakte van Errouville bedraagt 5,1 km², de bevolkingsdichtheid is 142,2 inwoners per km².
De onderstaande kaart toont de ligging van Errouville met de belangrijkste infrastructuur en aangrenzende gemeenten.

## Demografie
De figuur toont het verloop van het inwonertal (bron: INSEE-tellingen).